# Сильньєн

Сильньєн. Тибетський буддійський ударний інструмент

Сильньєн (тиб. silnyen; вайлі sil snyan перекл. як ніжний, мирний) — тибетський ударний інструмент у вигляді тарілки, іноді з невеликим вигином у центрі. Для гри використовують дві тарілочки. Звук на інструменті видобувається горизонтальним ударом однієї тарілки об іншу та подальшим "тремтливим" сковзанням їх поверхонь. Є одним з трьох існуючих видів тарілок, що використовуються у буддійських обрядах.

## Використання
У тибетських буддійських ритуалах використовуються кілька різновидів тарілок, а саме (від більших до менших):
- Рольмо: «люта» або «гнівна» тарілка (вайлі rol mo, тиб. rolmo)
- Сильньєн: «ніжна» або «тиха» тарілка (вайлі sil snyan, тиб. silnyen)
- Тиншаґ: маленька тарілка (вайлі ting shags, тиб. tingshag)

У тибетському тантричному ритуалі рольмо і сильньєн використовуються як очільники руху музики або umdzé, себто ці два інструменти спрямовують інших музикантів грати разом і в єдиному темпі, вони наче диригент в оркестрі. Залежно від ритуалу та садхани, використовується або рольмо, або сильньєн.
Сильньєн, головним чином, але не виключно, зазвичай використовуються у приємнішій та ніжнішій за звучанням музиці, яка розрахована для супроводу мирних ритуалів.
Маленькі тарілочки тиншаґ в основному використовуються у підношеннях претів (душ померлих істот у буддизмі) димовим сюр ритуалом.

Гра на сильньєні — тибетському ударному інструменті.

## Медіа
- Гра на сильньєні та рольмо
- Техніка гри на сильньєні (окремі удари та тремтливі тремоло)